# Municipio de Midland (Míchigan)
El municipio de Midland (en inglés: Midland Township) es un municipio ubicado en el condado de Midland en el estado estadounidense de Míchigan. En el año 2010 tenía una población de 2287 habitantes y una densidad poblacional de 107,42 personas por km².

## Geografía
El municipio de Midland se encuentra ubicado en las coordenadas 43°35′26″N 84°14′21″O / 43.59056, -84.23917. Según la Oficina del Censo de los Estados Unidos, el municipio tiene una superficie total de 21.29 km², de la cual 19,77 km² corresponden a tierra firme y (7,12 %) 1,52 km² es agua.

## Demografía
Según el censo de 2010, había 2287 personas residiendo en el municipio de Midland. La densidad de población era de 107,42 hab./km². De los 2287 habitantes, el municipio de Midland estaba compuesto por el 97,68 % blancos, el 0,66 % eran afroamericanos, el 0,09 % eran amerindios, el 0,13 % eran asiáticos, el 0,39 % eran de otras razas y el 1,05 % eran de una mezcla de razas. Del total de la población el 2,14 % eran hispanos o latinos de cualquier raza.